# Orden de Lenin
La Orden de Lenin (en ruso: Орден Ленина, romanizado: Orden Lenina), llamada así por el líder de la Revolución de Octubre de 1917, fue una condecoración civil y militar de la extinta Unión Soviética, fue la segunda condecoración nacional en orden de importancia de la Unión Soviética y la más alta condecoración civil. 
La orden fue establecida por un decreto del Presídium del Comité Ejecutivo Central de la URSS el 6 de abril, y su estatuto fue publicado el 5 de mayo de 1930. El decreto del 11 de enero de 1932 aprobó el procedimiento para la presentación y consideración de las solicitudes de recompensa con órdenes de la URSS, así como el procedimiento para presentarlas a los adjudicatarios. El estatuto de la orden y su descripción fueron modificados por el Decreto del Comité Ejecutivo Central de la URSS del 27 de septiembre de 1934, por los decretos del Presídium del Sóviet Supremo de la URSS del 19 de junio de 1943 y el 16 de diciembre de 1947.
Por decreto del Presídium del Sóviet Supremo de la URSS del 28 de marzo de 1980, se aprobó el estatuto de la orden en su versión definitiva. En 1991 tras el colapso de la Unión Soviética, la orden fue suprimida. 

## Historia

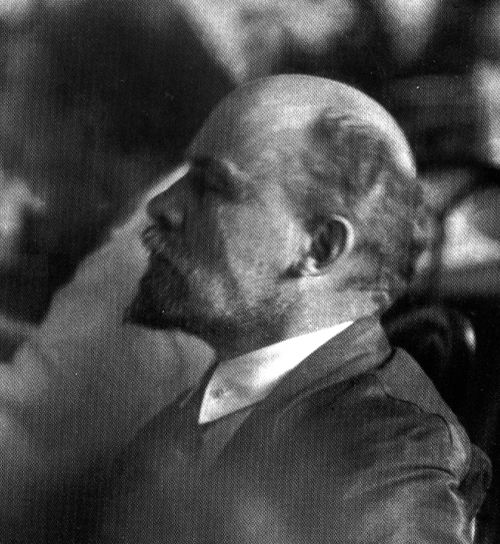
Fotografía de la reunión del II Congreso de la Comintern con el retrato de Lenin que se utilizó para diseñar la Orden de Lenin

La historia de la orden se remonta al 8 de julio de 1926, cuando se pidió al jefe de la Dirección General del Ejército Rojo, Vasili Levichev, que emitiera un nuevo premio, la Orden de Ilich, a personas que ya tenían cuatro Órdenes de la Bandera Roja. Se suponía que este premio se convertiría en la más alta distinción militar. Sin embargo, dado que la guerra civil rusa ya había terminado, el borrador de la nueva orden no fue aprobado. Al mismo tiempo, el Consejo de Comisarios del Pueblo de la URSS reconoció la necesidad de crear el premio más importante de la Unión Soviética, otorgado no solo por méritos militares.
A principios de 1930, se reanudó el trabajo en el proyecto de una nueva orden, llamada Orden de Lenin. A los artistas de la fábrica Goznak en Moscú se les encargó crear un boceto de la orden, cuya imagen principal iba a ser el retrato de Vladimir Ilyich Lenin. Entre los muchos bocetos presentados, se eligió la obra del artista I. I. Dubasov, quien tomó como base para el retrato una fotografía de Lenin, tomada en el II Congreso de la Comintern en Moscú por el fotógrafo Viktor Bulla en julio-agosto de 1920. En él, Lenin está de perfil izquierdo.
En la primavera de 1930, el boceto de la orden se entregó a los escultores Ivan Shadr y Pyotr Tayozhny para crear un molde. En el mismo año se fabricaron las primeras Órdenes de Lenin en la fábrica de Goznak. El sello de la muestra de prueba de la «Orden de Lenin» fue grabado por Alexey Pugachev.

## Estatuto
La Orden de Lenin es el máximo galardón de la URSS por servicios especialmente destacados en el movimiento revolucionario, la actividad laboral, la defensa de la Patria socialista, el desarrollo de la amistad y la cooperación entre los pueblos, la consolidación de la paz y otros servicios especialmente destacados al Estado y la sociedad soviéticos.
La Orden de Lenin se otorga a:
- A los civiles, por servicios destacados al Estado;
- A los miembros de las fuerzas armadas, por servicio ejemplar;
- A los promotores de la amistad y la cooperación entre los pueblos y el fortalecimiento de la paz
- Por otros servicios meritorios al Estado y a la sociedad soviética.

La Orden de Lenin también se puede otorgar a personas que no son ciudadanos de la URSS, así como a empresas, instituciones, organizaciones y ciudades de estados extranjeros.
La Orden de Lenin se recibe:        
- Por los logros y éxitos excepcionales en el campo del desarrollo económico, científico, técnico y sociocultural de la sociedad soviética, aumentando la eficiencia y calidad del trabajo, por los servicios sobresalientes en el fortalecimiento del poder del Estado soviético, la amistad fraterna de los pueblos de la URSS;
- Por servicios especialmente importantes en la defensa de la Patria socialista, fortaleciendo la capacidad de defensa de la URSS;
- Por destacadas actividades revolucionarias, estatales y sociopolíticas;
- Por servicios especialmente importantes en el desarrollo de la amistad y la cooperación entre los pueblos de la Unión Soviética y otros estados;
- Por servicios particularmente destacados en el fortalecimiento de la comunidad socialista, el desarrollo del movimiento comunista, obrero y de liberación nacional internacional, en la lucha por la paz, la democracia y el progreso social;
- Por otros servicios especialmente destacados para el estado y la sociedad soviéticos.

Para la concesión de la Orden de Lenin por méritos laborales, por regla general, se podían nominar personas cuyo trabajo desinteresado haya sido previamente recompensado con otras órdenes.    
Los premiados como Héroe de la Unión Soviética o Héroe del Trabajo Socialista recibían simultáneamente la Orden de Lenin, la cual era concedida por el Presidium del Sóviet Supremo de la Unión Soviética. 
La Orden de Lenin se lleva en el lado izquierdo del pecho y, en presencia de otras órdenes de la URSS, se coloca delante de todas ellas.

## Diseño

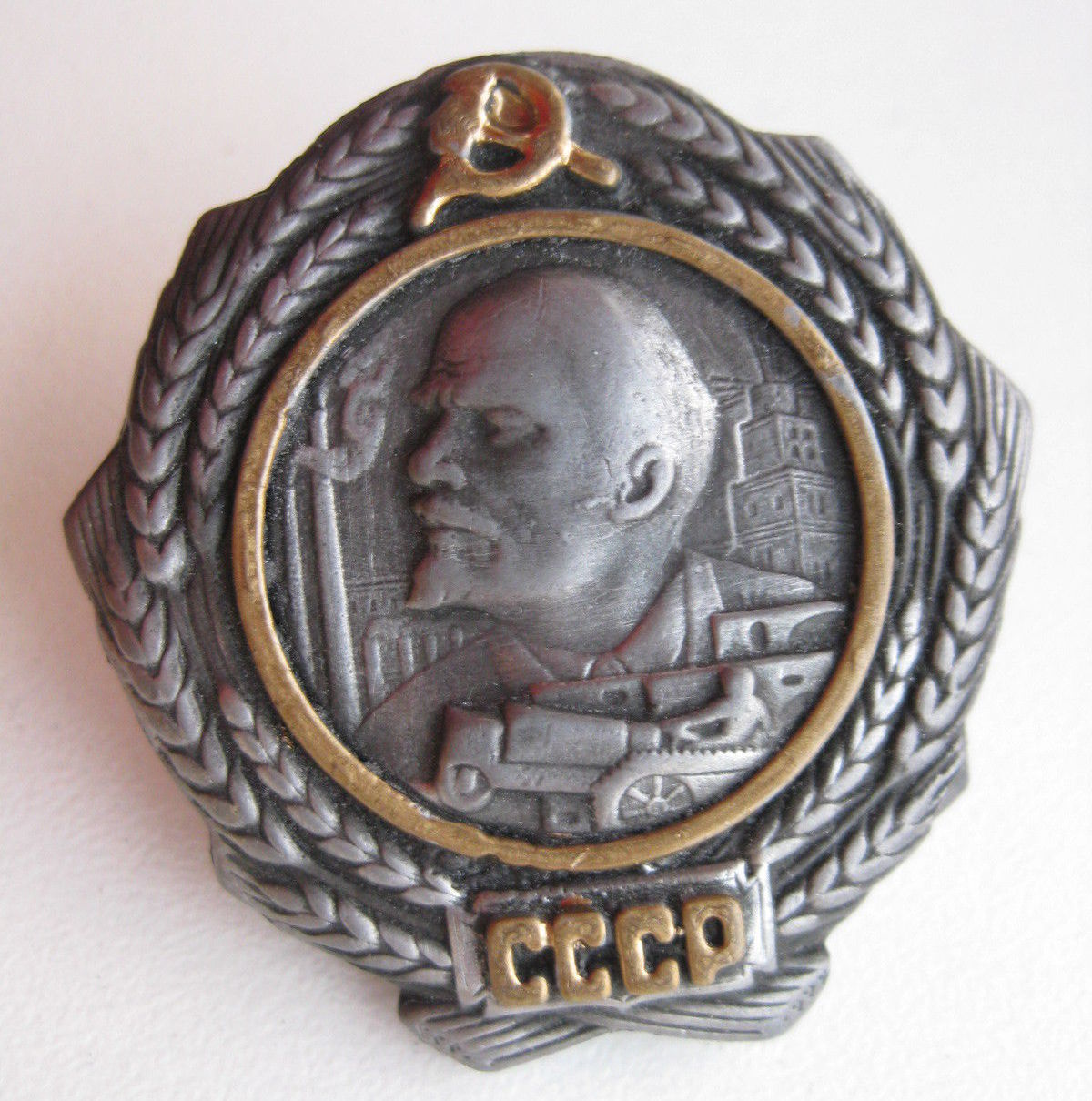
Orden de Lenin, Tipo I (réplica)

La apariencia, las dimensiones y los materiales utilizados para realizar el pedido han cambiado muchas veces, tanto durante el proceso de creación como después de su establecimiento.
Las variantes de la Orden de Lenin otorgadas a los premiados se pueden dividir en cuatro tipos principales.

### Tipo I (1930–1932)
El primer tipo de Orden de Lenin se aprobó el 23 de mayo de 1930. 
La Orden de Lenin de 1930 era un retrato de medallón redondo con un bajorrelieve de Lenin en el centro y un paisaje industrial al fondo. Bajo el bajorrelieve de Lenin había una imagen de un tractor. El medallón estaba rodeado por un borde de oro superpuesto, que se sujetaba mediante soldadura. En el anverso, el borde dorado tenía una ranura rellena de esmalte rojo rubí. Alrededor del medallón, fuera del borde de oro, había espigas de trigo, sobre las que se superponían una hoz y un martillo dorados en la parte superior de la insignia, y la inscripción «URSS». En la parte inferior, las letras de la inscripción están hechas de oro y cubiertas con esmalte rojo. Cada letra era un elemento separado y estaba soldada.

Estaba realizado en plata de ley de 925 quilates. Dimensiones: alto - 38 mm, ancho - 37,5 mm. 

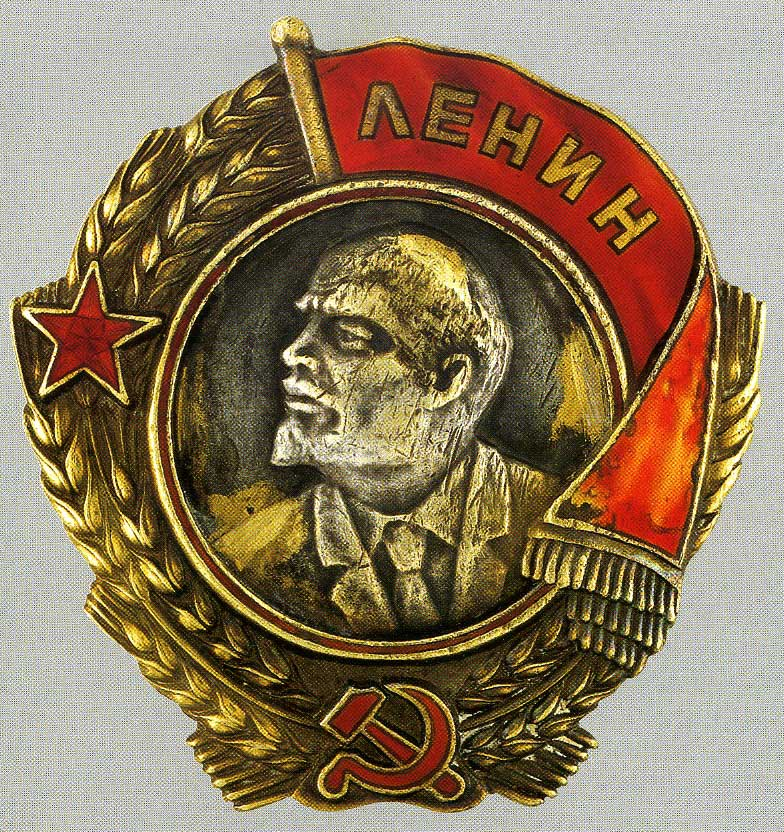
Orden de Lenin, Tipo II

 La Orden de Lenin del primer tipo se emitió por poco tiempo, hasta febrero de 1932. Una de las razones de su corta emisión fue el hecho de que otros premios de la URSS e incluso algunas insignias estaban decoradas con esmaltes de colores más ricos que el premio principal del país. 
Se emitieron alrededor de 700 pedidos del primer tipo.

### Tipo II (1934-1936)
Dado que el primer tipo de la Orden de Lenin carecía de imágenes de los principales símbolos proletarios: la estrella roja y la bandera roja, se decidió cambiar un poco su apariencia. 
El nuevo estatuto de la Orden de Lenin fue aprobado por Decreto del Comité Ejecutivo Central de la URSS del 27 de septiembre de 1934. La Orden de Lenin ahora no estaba hecha de plata, sino de oro de 750 quilates. Las imágenes de un tractor y un paisaje industrial han desaparecido del anverso de la Orden, y también ha desaparecido la inscripción «URSS». El nuevo tipo de pedido tiene una bandera roja con la inscripción «LENIN» y una estrella roja. La hoz y el martillo de la parte superior del pedido se han trasladado a la parte inferior. El estandarte rojo, la estrella roja, la hoz y el martillo de este tipo de orden están cubiertos con esmalte rojo rubí. Se aplicaba un baño de plata al medallón-retrato redondo central con la imagen del líder. Las superficies alrededor del medallón tienen una superficie de oro natural. 

Dimensiones: alto - 38,5 mm, ancho - 38 mm.

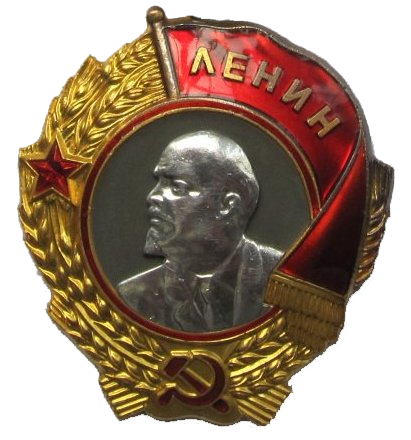
Orden de Lenin, Tipo III

### Tipo III (1936-1943)
En comparación con el tipo anterior, el cambio principal fue que el bajorrelieve de Lenin era una pieza separada y estaba hecho de platino (el peso del bajorrelieve oscilaba entre 2,4 y 2,75 g). El bajorrelieve se adjuntó al pedido con tres remaches. La superficie del medallón central del tercer tipo estaba cubierta con esmalte azul grisáceo. Otro cambio fue aumentar la pureza del oro. Ahora estaba fabricado en oro de 950 quilates. 
Dimensiones: alto - 38-39 mm, ancho - 38 mm.

### Tipo IV (1943-1991)
Un decreto del 19 de junio de 1943 estableció el procedimiento para llevar las órdenes que tuvieran forma de estrella en alfileres en el lado derecho del pecho y las órdenes que tuvieran forma ovalada o redonda en el lado izquierdo del pecho en zapatos pentagonales envueltos en la cinta de la orden. Al mismo tiempo, en vista del fuerte aumento en el número de pedidos de la URSS y el número de premios, se introdujo el uso de correas con cintas de seda de muaré en lugar de pedidos. 

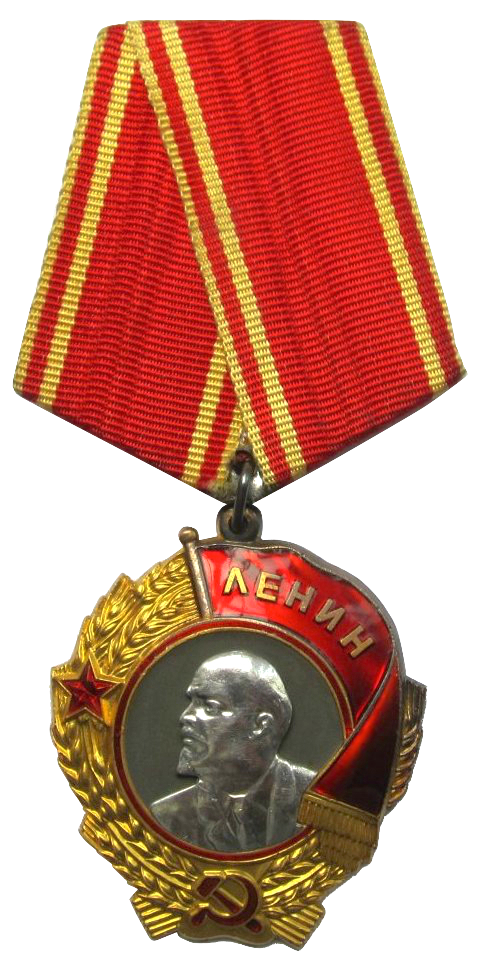
Orden de Lenin, Tipo IV

Así, después del 19 de junio de 1943, la Orden de Lenin adquirió un ojal en la parte superior de la orden, en el que se enroscó un anillo, conectado a un bloque pentagonal. También se desprende del orden establecido de las órdenes de uso que todas las órdenes emitidas anteriormente estaban sujetas a reemplazo. En lugar del tipo Orden de Lenin I-III, se emitió un nuevo premio, con la preservación del número de serie indicado en el libro de pedidos. En primer lugar, esto se refería al personal militar profesional, las reglas para usar uniformes militares y premios estaban estrictamente reguladas. El reemplazo masivo de Órdenes de Lenin de los tipos anteriores se realizó después del final de la Gran Guerra Patria.

## Descripción del modelo definitivo
La Orden de Lenin es una insignia que representa un retrato-medallón de Lenin hecho de platino, colocado en un círculo, enmarcado por una corona dorada de espigas. El fondo de esmalte gris oscuro alrededor del retrato del medallón es liso y delimitado por dos ribetes concéntricos de oro, entre los que hay un esmalte rojo rubí. En el lado izquierdo de la corona hay una estrella de cinco puntas, en la parte inferior, una hoz y un martillo, a la derecha en la parte superior de la corona, una bandera roja desplegada. La estrella, la hoz y el martillo y el estandarte están cubiertos con esmalte rojo rubí y bordeados a lo largo del contorno con ribetes dorados. En la bandera hay una inscripción en letras doradas «LENIN» (Ленин). .   
La Orden de Lenin está hecha de oro, el bajorrelieve aplicado de Lenin está hecho de platino. El oro puro en la condecoración es 28.604 ± 1.1 g, platino - 2.75 g (al 18 de septiembre de 1975). El peso total  es de 33,6 ± 1,75 g.
La Orden está conectada con un ojal y un anillo a un bloque pentagonal cubierto con una cinta de muaré de seda de 24 mm de ancho, en el medio de la cinta hay una franja roja longitudinal, de 16 mm de ancho, a lo largo de los bordes de la franja central hay dos franjas doradas de 1,5 mm de ancho, luego dos franjas rojas 1 cada una, 5 mm y dos franjas doradas de 1 mm de ancho.
Dimensiones: alto - 43-45 mm (incluido el ojal en la parte superior), ancho - 38 mm, diámetro del medallón del retrato - 25 mm.

## Galardonados
La primera Orden de Lenin fue otorgada al periódico Komsomólskaya Pravda el 23 de mayo de 1930. También entre los primeros diez beneficiarios se encontraban cinco empresas industriales, tres pilotos y la secretaría del Comité Ejecutivo Central, Avel Yenukidze. La primera persona en recibir una segunda Orden de Lenin fue el piloto Valeri Chkálov en 1936. Otro piloto, Vladímir Kokkinaki, se convirtió en el primero en recibir una tercera Orden en 1939. 
Los primeros cinco destinatarios extranjeros, a quienes se les entregó la Orden el 17 de mayo de 1932, estaban compuestos por un ciudadano alemán y cuatro estadounidenses, uno de los cuales era Frank Bruno Honey. Recibieron el premio por ayudar en la reconstrucción de la industria y la agricultura soviéticas, durante 1931-1934.
Se adjudicaron 431.418 órdenes en total, el último el 21 de diciembre de 1991. Entre los galardonados se encuentranː
- Todas las Repúblicas de la Unión Soviética
- Ciudades; Moscú, Leningrado, Volgogrado
- Compañíasː El diario Pravda, La fábrica de automóviles Gorkovsky Avtomobilny Zavod (GAZ)
- Personasː
  - Fidel Castro (1926-2016), presidente cubano, tres veces[7]
  - Nikolái Patólichev, ministro de Comercio Exterior de la URSS
  - Yuri Gagarin (1934-1968), cosmonauta.
  - Valentina Tereshkova (n. 1937), cosmonauta.
  - Mario del Mónaco (1915-1982), tenor italiano.
  - Nikita Jrushchov (1894-1971), presidente del Consejo de Ministros.
  - Nikolái Ostrovski (1904-1936), escritor.
  - Kim Philby (1912-1988), doble agente británico/soviético.
  - Ramón Mercader (1913-1978), agente soviético.
  - Mariscal Josip Broz Tito (1892-1980), presidente de Yugoslavia 1945-1980.
  - Oleg Antónov (1906-1984), ingeniero aeronáutico.
  - Lev Yashin (1929-1990), futbolista.
  - Víktor Chukarin (1921-1984), gimnasta artístico.
  - Larisa Latýnina (n. 1934), gimnasta artística.
  - Mariscal Gueorgui Zhúkov (1896-1974).
  - Yákov Zeldóvich (1914-1987), físico.
  - Vladislav Tretiak (n. 1952), jugador de hockey sobre hielo.
  - Lyudmila Pavlichenko (1916-1974), francotiradora.
  - Aleksandr Samojválov (1894-1971), pintor del realismo soviético.
  - Nikolái Chebotariov (1894-1947), matemático.
  - Máximo Gorki (1868-1936), escritor.
  - Mariscal Konstantín Rokossovski (1896-1968).
  - Teniente general Andréi Vlásov (1900-1946), que luego colaboró con los nazis.
  - Dmitri Maksútov (1896-1964), óptico.
  - Sargento Melitón Kantaria (1920-1993).
  - Arnaldo Tamayo Méndez (n. 1942), cosmonauta cubano.
  - Rubén Ruiz Ibárruri (1920-1942), combatiente español.
  - Vasili Záitsev (1915-1991), francotirador.
  - Semión Nomokónov (1900-1973), francotirador.
  - Nikolái Kámov (1902-1973), constructor de helicópteros.
  - África de las Heras (1909-1988), espía ceutí, posteriormente nacionalizada soviética.
  - Yelena Mújina (1960-2006), gimnasta artística.
  - Dolores Ibárruri (1895-1989), Secretaría General del Partido Comunista de España.
  - Hồ Chí Minh (1890-1969), líder vietnamita.
  - Marien Ngouabi (1938-1977) presidente de la República Popular del Congo
  - Rodney Arismendi (1913-1989), político, ensayista, periodista y secretario general del Partido Comunista de Uruguay.